# Sing Street
Sing Street е игрален филм на режисьора Джон Карни от 2016 г. Той е копродукция между Ирландия, Великобритания и САЩ.
Действието във филма се развива през 1980-те години в Дъблин, Ирландия. Премиерата му е на 24 януари 2016 г. по време на кинофестивала Сънданс. В България е прожектиран за първи път на 15 март 2017 г. по време на XXI Международен София Филм Фест.